# Impressora de sublimació
Una impressora de sublimació és un tipus d'impressores que utilitzen calor per a transferir la tinta al mitjà a partir d'una cinta amb tinta dels 4 colors CMYK. Estan pensades per a aplicacions de color d'alta qualitat, com la fotografia professional, i són menys recomanables per a textos. Tot i haver començat en l'àmbit del revelat professional estan començant a dirigir-se models cap a l'àmbit domèstic.
Procés d'impressió:
Les impressores de sublimació de tinta utilitzen una cinta que conté els quatre colors CMYK repartits al llarg de la cinta per franges. S'imprimeixen els colors d'un en un en la zona desitjada mitjançant l'aplicació de calor. La tinta s'escalfa fins a convertir-se en gas, que es solidifica en el medi de suport en refredar-se.

## Prestacions
El resultat d'una impressió per sublimació és d'una qualitat molt alta. Açò és a costa d'incrementar els costos per còpia, ja que l'ús de tinta fa pujar el preu, i de reduir una mica la velocitat d'impressió en comparació de la impressora làser o la impressora d'injecció de tinta. El preu dels dispositius que s'ofereixen en el mercat de cara a l'àmbit domèstic està entre els 100 i els 200 €.
Realment encara que la filosofia d'impressió és similar a la dels processos de quadricromia (CMYK) generalment aquest tipus d'impressores substitueixen el color K per un vernís protector que atenua els colors de la fotografia.
Com a resultat aquest tipus d'impressions produeixen imatges de "alta qualitat", ja que no utilitzen cap mena de trama. L'inconvenient generalitzat d'aquest tipus de dispositius és la lleugera pèrdua d'enfocament en el resultat final.
També els models més bàsics tendeixen a pujar el contrast i a produir certs dominants freds.